# Tapinocyba prima
Tapinocyba prima är en spindelart som beskrevs av Nadine Dupérré och Paquin 2005. Tapinocyba prima ingår i släktet Tapinocyba och familjen täckvävarspindlar. Inga underarter finns listade i Catalogue of Life.